# Akyayık
Akyayık ist ein Dorf (Köy) im Landkreis Ovacık der türkischen Provinz Tunceli. Im Jahr 2011 lebten in Akyayık 62 Menschen.